# Dineutus longimanus
Dineutus longimanus es una especie de escarabajo del género Dineutus, familia Gyrinidae. Fue descrita científicamente por Olivier en 1792.
Habita en Puerto Rico, Jamaica, Cuba, Haití, República Dominicana y los Estados Unidos.